# Ataques criminosos em Alagoas em 2012

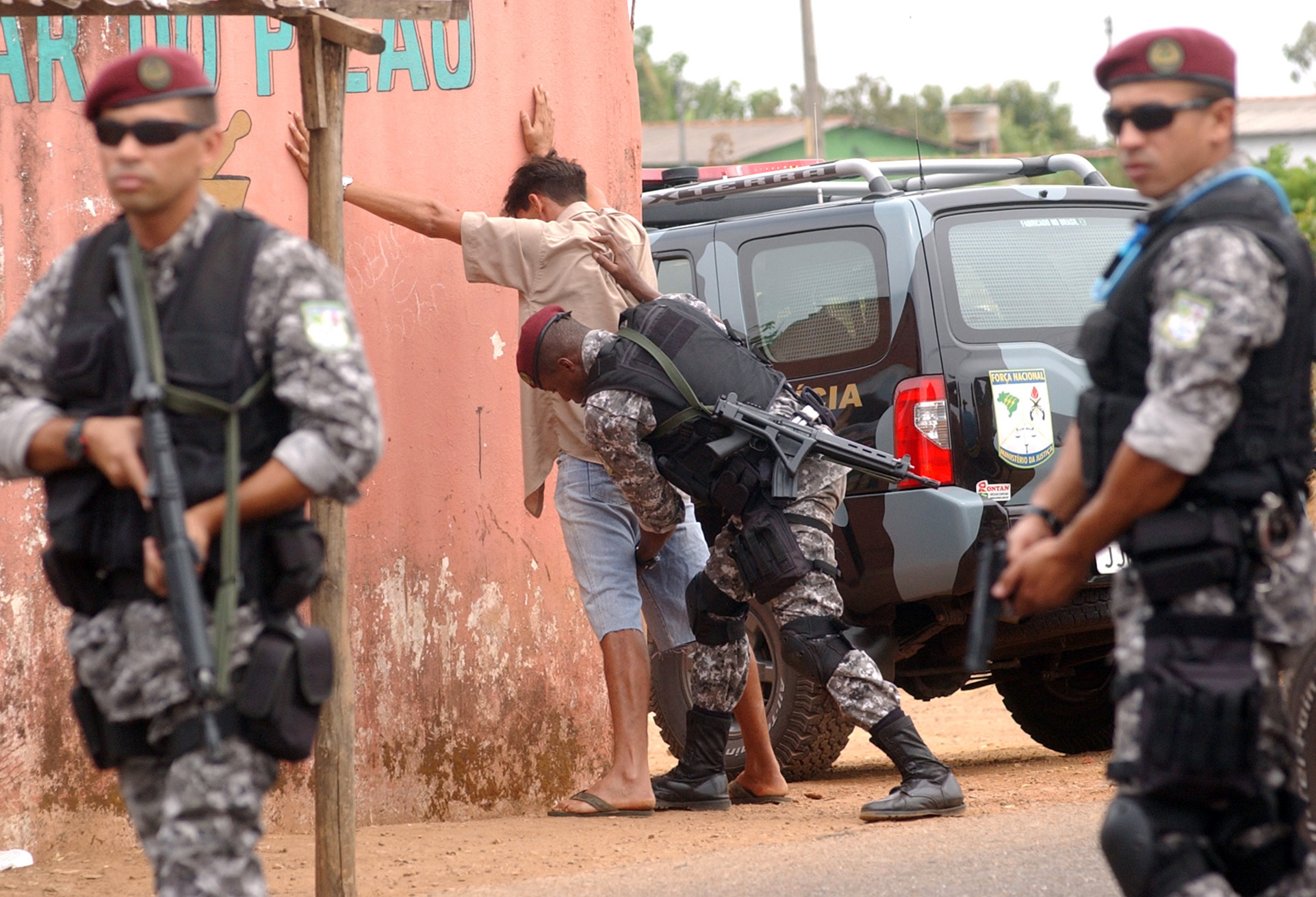
Força Nacional

O Estado de Alagoas sofreu uma série de ataques criminosos no ano de 2012. os números de crimes aumentaram de forma acentuada, grupo de justiceiros começaram a se formar por todo o estado. houve o aumento nos casos de tráfico de drogas. 

## Operação Jaraguá
O Ex-Governador Teotônio Vilela Filho solicitou a ex-presidente Dilma Rousseff o envio de tropas federais ao estado de Alagoas para tentar frear as ondas de violência, O até então ministro da Justiça e Segurança Pública José Eduardo Cardozo, autorizou o envio da Força Nacional de Segurança Pública, no dia 17 de março de 2012 a Força Nacional deu começo a Operação Jaraguá.